# Bentiaba
Bentiaba ist ein angolanisches Dorf und eine Gemeinde (Comuna) in der Provinz Namibe, die zum Landkreis (Município) von Moçâmedes gehört. Bentiaba liegt etwa 150 km von der Provinzhauptstadt Moçâmedes entfernt.
Es ist eine Küstensiedlung und wird vom Bentiaba-Fluss umspült, der eine kleine Oase bildet, in der Landwirtschaft betrieben wird.
Überregional bekannt ist der Ort für sein Gefängnis. Der Ort verfügt daneben über eine Gesundheitsstation, Schulen, verschiedene kommunale Verwaltungseinrichtungen, Kulturstätten und öffentliche Strom- und Wasserversorgung.

## Verwaltung
Bentiaba ist Sitz einer gleichnamigen Gemeinde (Comuna) im Landkreis (Município) von Moçâmedes, in der Provinz Namibe.

## Geschichte und Baudenkmäler
Die portugiesische Kolonialverwaltung errichtete hier 1824 das Fort von São Nicolau. Im Verlauf des antikolonialen Unabhängigkeitskrieges nutzte die Kolonialverwaltung die kleine Festung ab 1968 für politische Gefangene und machte es 1974 zum offiziellen Gefängnis.
Bis 1975/76 trug der Ort den portugiesischen Ortsnamen „Vila de São Nicolau“ und bewahrt noch deutliche Spuren seines kolonialen Erbes, wie die Festung von São Nicolau (eines der nationalen Kulturdenkmäler) und eine alte Kapelle in der Nähe eines alten Friedhofs, die noch immer in Gebrauch ist.
In der Nähe wurden Fossilien von Meeresreptilien aus der Kreidezeit wie Plesiosaurier und Mosasaurier entdeckt.

## Wirtschaft und Landschaft
Die Gemeinde ist landwirtschaftlich geprägt. Hauptanbauprodukte sind Bananen, Maniok, Tomaten, Zwiebeln, Sesam, Pfeffer, Möhren und einige Kohl- und Kartoffelsorten. Die Fischerei und die Salzproduktion in Salinen sind ebenfalls zu nennen.
Das lokale Gefängnis mit seiner Angestelltensiedlung und die Versorgung von Bediensteten und Insassen sind ein bedeutender Wirtschaftsfaktor in der Gemeinde. Daneben sind die Einrichtungen der öffentlichen Verwaltung, staatlichen Schulen und sozialen und gesundheitlichen Einrichtungen ein Faktor.
Seit Juli 2012 ist Bentiaba wieder über eine neue asphaltierte Durchgangsstraße mit der Provinzhauptstadt Moçâmedes und damit dem landesweiten Fernstraßennetz verbunden.

## Das Gefängnis
Die Gemeinde beherbergt das Bentiaba-Gefängnis, die größte und wichtigste Strafanstalt der Provinz. Das Gefängnis in der 1824 errichteten Festung von São Nicolau wurde von der portugiesischen Kolonialverwaltung ab 1968 regelmäßig für die Unterbringung inhaftierter Unabhängigkeitsaktivisten genutzt und 1974 zu einem offiziellen, bei den politischen Gefangenen gefürchteten Gefängnis. Es ist heute überregional bekannt, u. a. für seine landwirtschaftliche Produktion, aber auch für umstrittene Vorgänge, etwa bei der Behandlung von Häftlingen oder im Zusammenhang mit der Aneignung von Agrarflächen.
2011 kündigte die angolanische Kulturministerin Rosa Cruz e Silva die Ernennung der Festung von São Nicolau zu einem nationalen Kulturdenkmal an, ein Vorschlag zur Aufnahme der Festung als UNESCO-Welterbe in die Liste der angolanischen Welterbestätten soll seither vorbereitet werden.
Einen Teil des Budgets des Gefängnisses erwirtschaften um die 600 (Stand 2013) der etwas über 1.000 Insassen (Stand 2011) durch landwirtschaftliche Produktion, zur Deckung des Eigenverbrauchs und zum Verkauf von Überschüssen.